# Ткачёва, Ольга Николаевна
Ткачёва Ольга Николаевна (род. 10 января 1964, Горький) — российский геронтолог и гериатр, член-корреспондент РАН, профессор, доктор медицинских наук, директор Российского геронтологического научно-клинического центра федерального государственного автономного образовательного учреждения высшего образования «Российский национальный исследовательский медицинский университет имени Н. И. Пирогова» Минздрава России (с 2015 г. по настоящее время[когда?]

), главный внештатный гериатр Министерства здравоохранения Российской Федерации (с 2015 г. по настоящее время[когда?]

), президент Общероссийской общественной организации «Российская ассоциация геронтологов и гериатров» (с 2017 г. по настоящее время[когда?]

), заведующая кафедрой болезней старения факультета дополнительного профессионального образования ФГАОУ ВО РНИМУ им. Н. И. Пирогова Минздрава России (с 2015 г. по настоящее время[когда?]

), главный редактор «Российский журнал гериатрической медицины» (с 2020 г. по настоящее время[когда?]

).

## Биография
Родилась в Горьковской области, там же окончила школу. С 1981 по 1987 г. — студентка Горьковского государственного медицинского института. С отличием окончила Горьковский медицинский институт им. С. М. Кирова по специальности «Лечебное дело». В 1994 г. защитила кандидатскую диссертацию, в 2000 г. — докторскую диссертацию.

## Награды

### 2020 год
- Орден Пирогова
- Благодарность Министра здравоохранения Российской Федерации, России (Приказ Министерства здравоохранения РФ № 344-п)
- Почётная грамота Правительства Москвы (Распоряжение правительства г. Москвы № 509-РП)

## Научная деятельность
Научные работы посвящены механизмам и закономерностям процессов старения организма человека, профилактике и лечению возраст-ассоциированных заболеваний и гериатрических синдромов.
О. Н. Ткачёва — автор более 580 научных работ, 14 монографий, учебников и руководств по геронтологии и гериатрии. Под её началом защищено 6 докторских и 25 кандидатских диссертаций.